# Tula oblast
För andra betydelser, se Tula (olika betydelser).
Tula oblast är ett oblast i västra Ryssland med en yta på 25 700 km² och cirka 1,5 miljoner invånare. Huvudort är Tula. En annan stor stad är Novomoskovsk.
Författaren Zinaida Gippius föddes i staden Beljov.
Sedan 1600-talet är området känt för sin metallindustri och under 1900-talet utökades näringsverksamheten i Tula oblast till att omfatta kemisk industri och olika typer av ingenjörsindustrier.
Oblastet är beläget på den centralryska platån och karaktäriseras av kullar, floddalar och raviner som skapats genom erosion. Området täcks naturligt av blandskog och skogsstäpp. Sedan 1500-talet och framåt har jordbruket ökat i takt med en kraftig inflyttning till området, något som trängt undan övriga naturtyper. Klimatet räknas som kontinentalt med en nederbörd mellan 470 mm i sydöst och 575 mm i nordväst.